# Wasbare luier
Een wasbare luier is een luier voor zuigelingen die na wassen hergebruikt kan worden.

## Geschiedenis

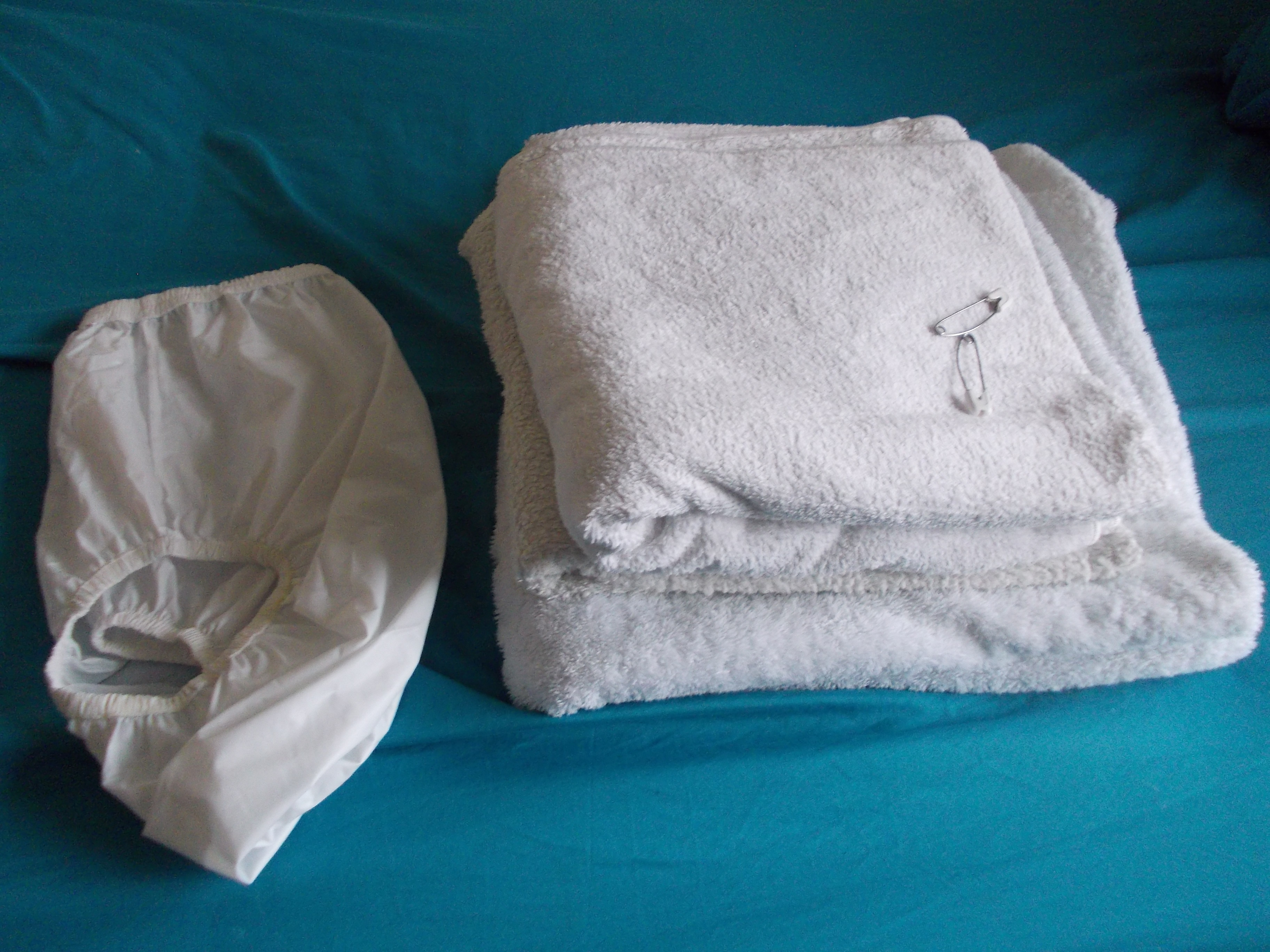
Een traditionele katoenen luier

Totdat in 1960 de wegwerpluier in opkomst kwam, werden wasbare katoenen luiers gebruikt. Hydrofieldoeken werden tot luier gevouwen en met veiligheidsspelden vastgezet. In 1946 ontwikkelde Marion Donovan, een Amerikaanse huisvrouw, de 'Boater', een waterdicht overbroekje voor over katoenen luiers. Daarnaast ontwikkelde ze plastic drukknoopjes om de luiers te kunnen sluiten in plaats van veiligheidsspelden. Deze werden later verder verdrongen door luierklemmetjes. In 1987 werd de Snappi ontwikkeld in Zuid-Afrika en in 2010 de Boingo.
In 1950 werd de eerste voorgevouwen luier op de markt gebracht, een rechthoekige lap absorberende stof, bestaande uit een voorgevouwen hydrofiele doek, die de losse doeken verving. Kort daarna ontwikkelde Sybil Geeslin de Safe-T Di-Dee diaper, de eerste voorgevormde luier was een feit. In 1995 werd in Canada de one-size-fits-all luier ontwikkeld, de meegroeiluier van geboorte tot zindelijkheid.
Eind jaren 1980 kwam de wasbare luier meer in de belangstelling vanwege groeiende zorgen over de milieu-impact van wegwerpluiers. In 2000 kwam de pocketluier op de markt, een waterdicht broekje met daaraan vastgenaaid een fleecelaag waartussen een absorberende booster kan worden geschoven. De eerste variant bestond geheel uit fleece. Later werd een waterdichte maar ademende PUL-laag (polyurethaanlaminaat) toegevoegd, een vaste stof die niet reageert met ontlasting en urine.

## Soorten
Wasbare luiers zijn gemaakt van natuurlijke stoffen, soms gecombineerd met synthetische materialen. De binnenkant kan zijn gemaakt van katoen, bamboe, hennep, wol, fleece en microvezel, de waterdichte buitenkant van (stretch)stof gelamineerd met PUL of wol. In zeer zeldzame gevallen kan PUL allergische reacties en contacteczeem veroorzaken.

### Eendelige luiers
Eendelige wasbare luiers kunnen niet (of beperkt) uit elkaar genomen worden en worden in zijn geheel gewassen. Ze zijn in gebruik het meest vergelijkbaar met de wegwerpluier. Er wordt onderscheid gemaakt tussen all-in-one luiers (afgekort AIO) die bestaan uit een waterdicht broekje met daarin de absorberende booster vastgenaaid, en pocketluiers die een ruimte hebben waarin een eventuele booster ingeschoven kan worden voor vochtopvang.

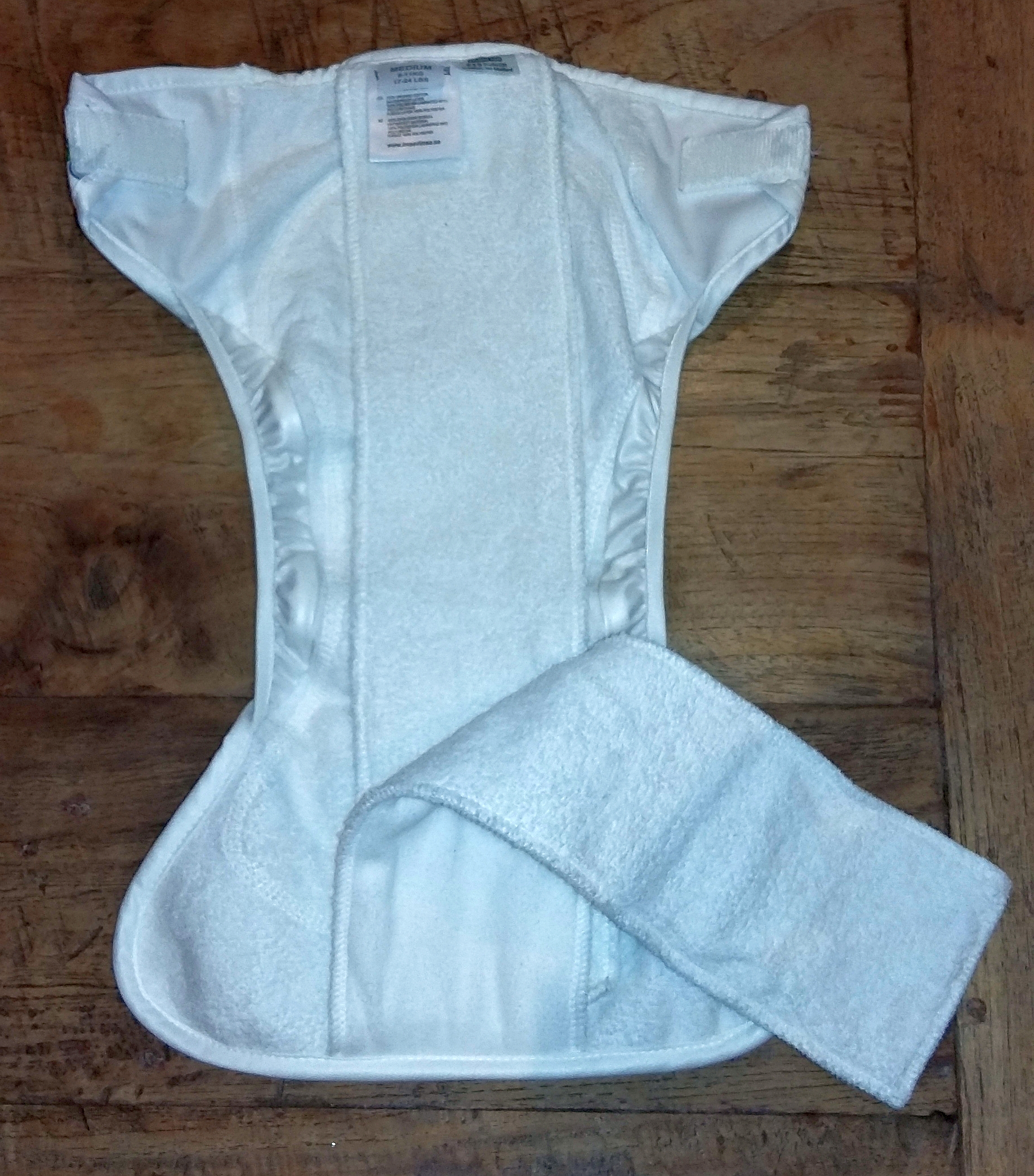
Alles in een luier (all-in-one)
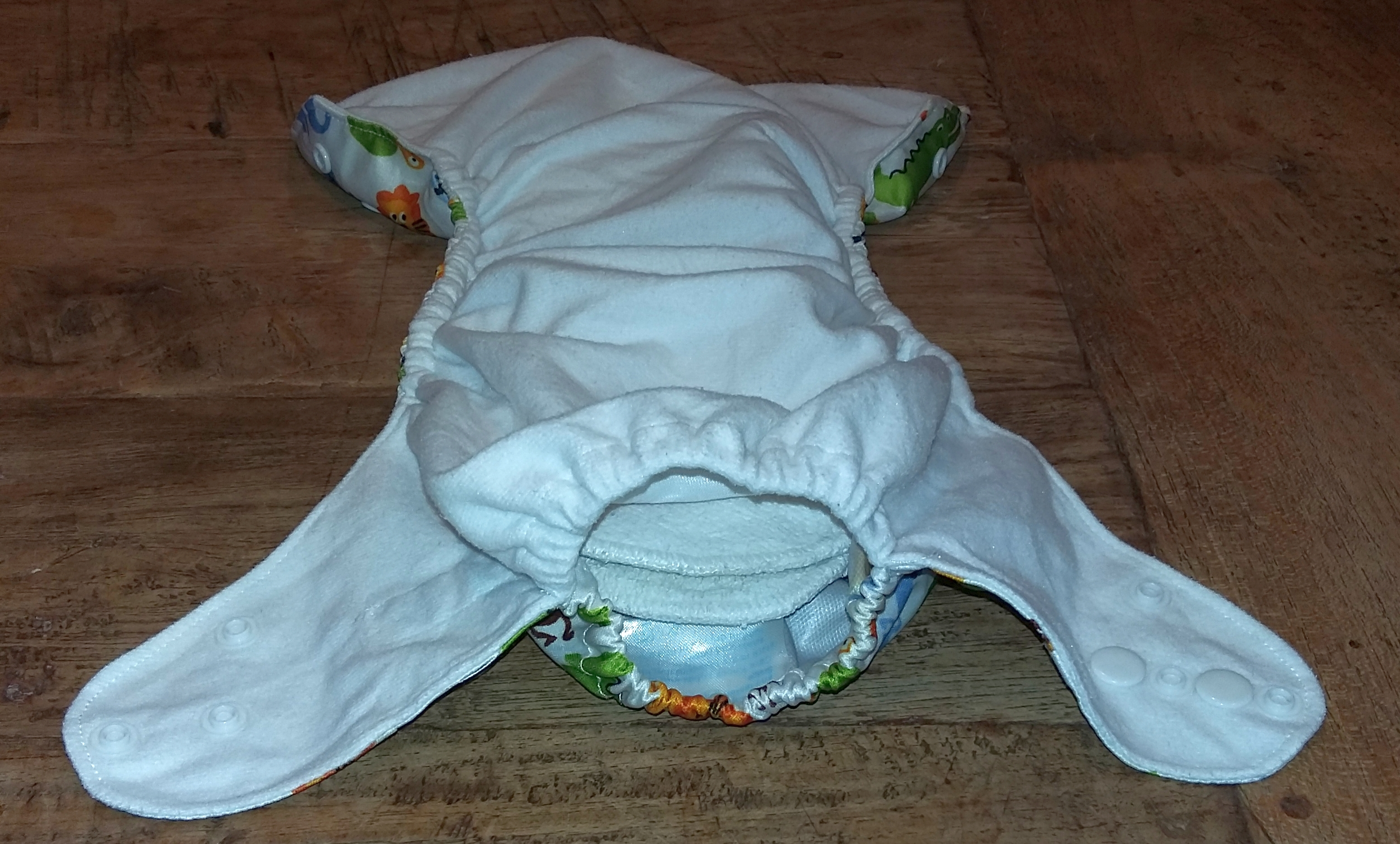
Pocketluier, in de opening tussen het overbroekje en de fleecelaag worden boosters geplaatst.
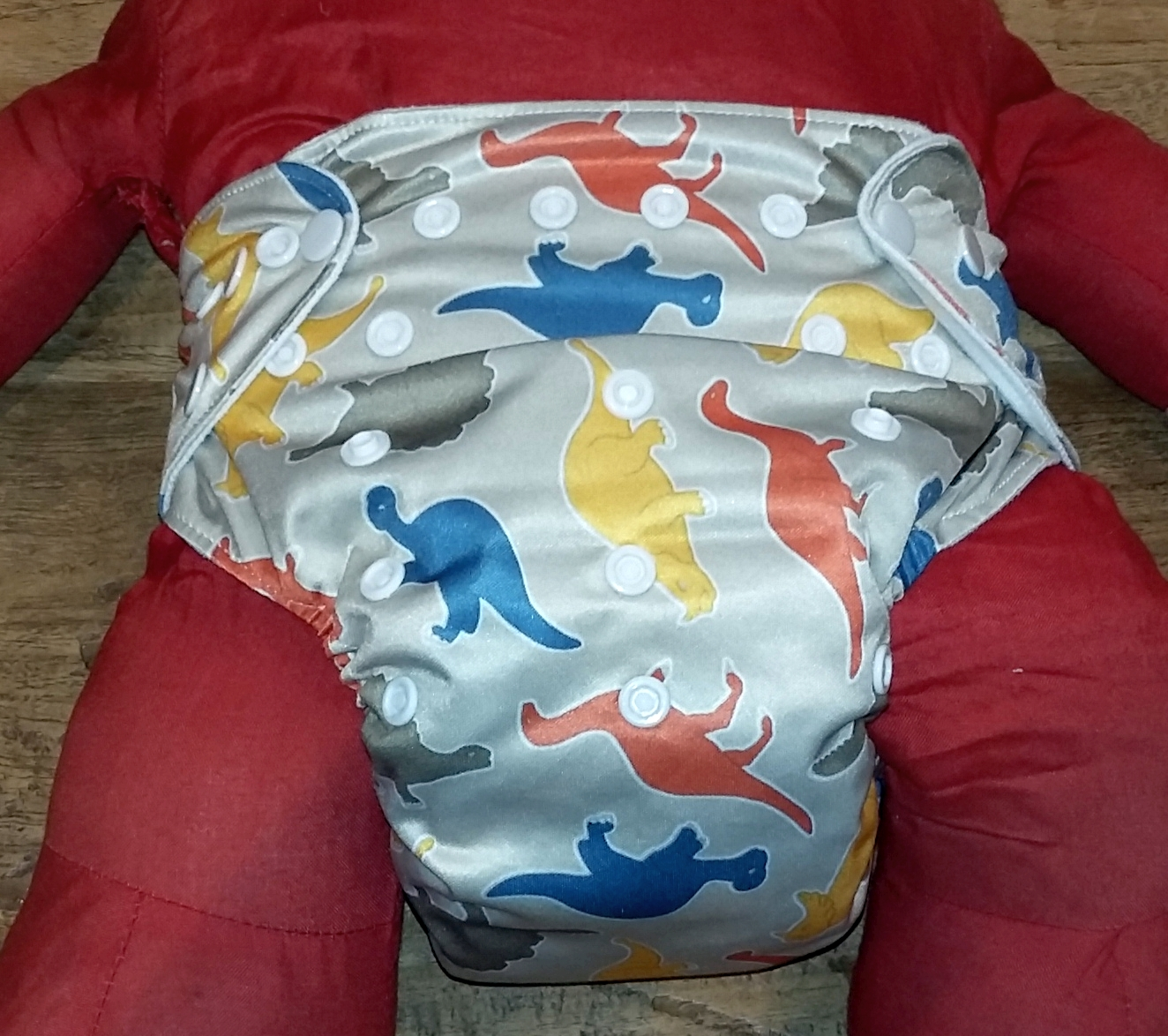
Pocketluier die sluit met drukknoopjes.

### Tweedelige luiers
Tweedelige luiers bestaan uit een vochtabsorberende binnenluier en een waterdicht overbroekje. Deze kunnen in twee delen uitelkaar gehaald en los gewassen worden. Er wordt onderscheid gemaakt tussen voorgevouwen en voorgevormde luiers.
Een voorgevouwen luier, in het Engels prefold genoemd, is een rechthoekige doek bestaande uit drie banen hydrofiele stof. De binnenste baan bestaat uit meer lagen dan de buitenste dat enerzijds de absorptie in het midden verhoogt en anderzijds het vouwen vergemakkelijkt. De verzorger vouwt de rechthoekige doek in luiervorm voordat deze wordt aangedaan. Voorgevouwen luiers worden bevestigd met een luierklem. Over de voorgevouwen luier komt weer een waterdicht overbroekje. Op een vergelijkbare wijze werkt een strikluier, een grote lap stof die tot luier gevouwen wordt en met een strik vastgemaakt wordt. Strikluiers absorberen van zichzelf weinig vocht, daarom is een booster noodzakelijk. Over de strikluier komt weer een waterdicht overbroekje.

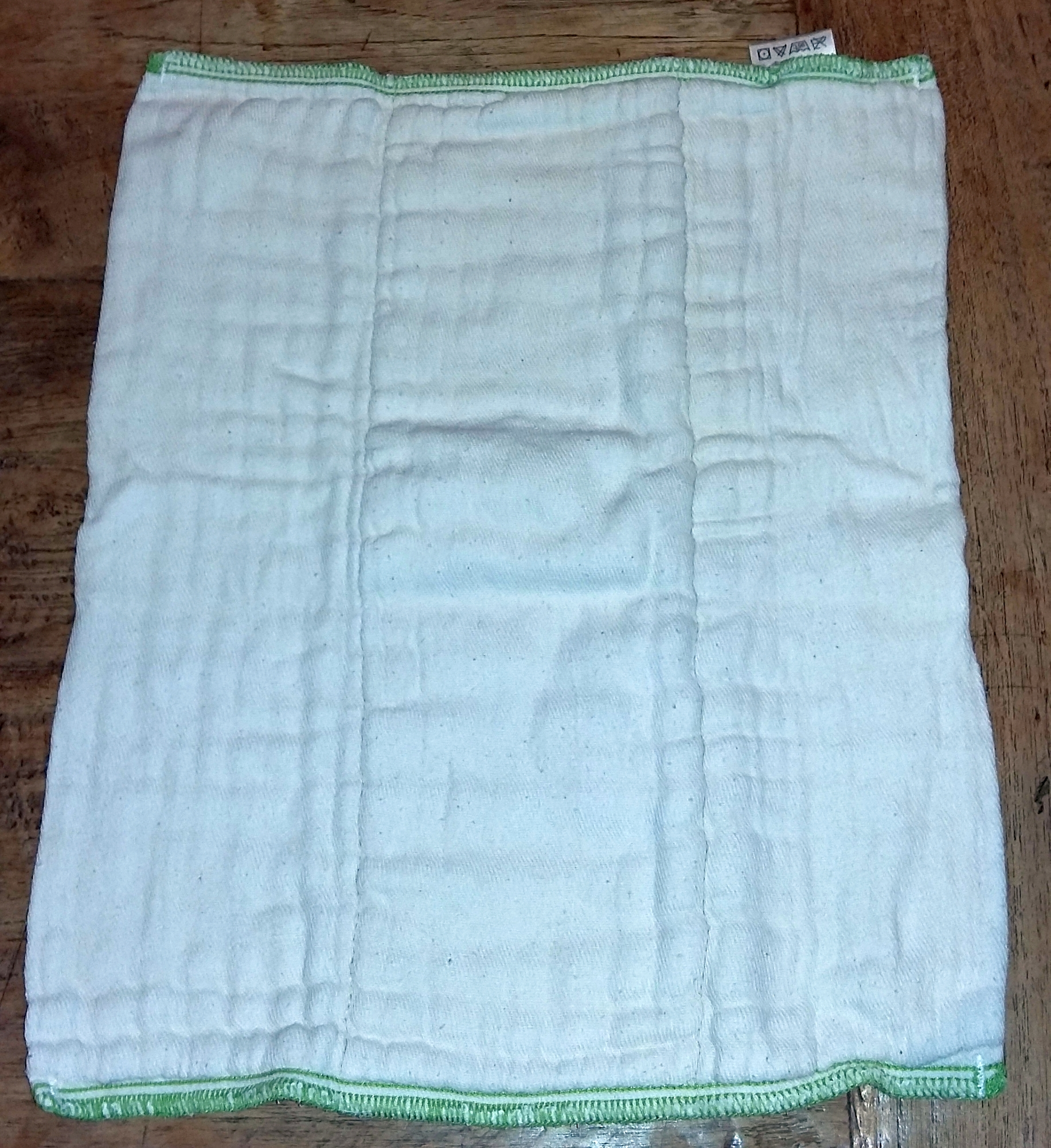
Een voorgevouwen luier, bestaande uit drie banen stof
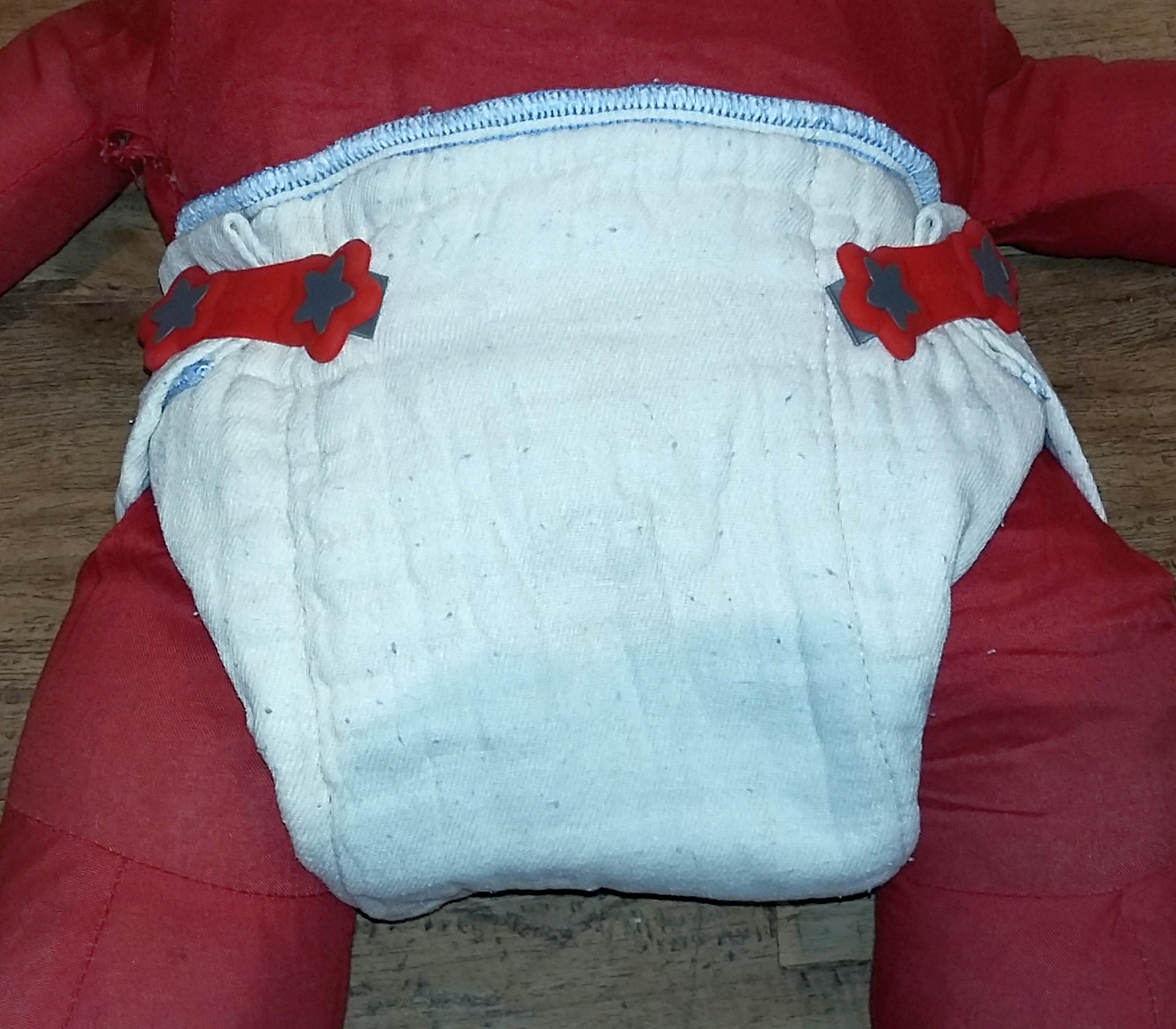
Voorgevouwen luier (prefold) met Boingo's
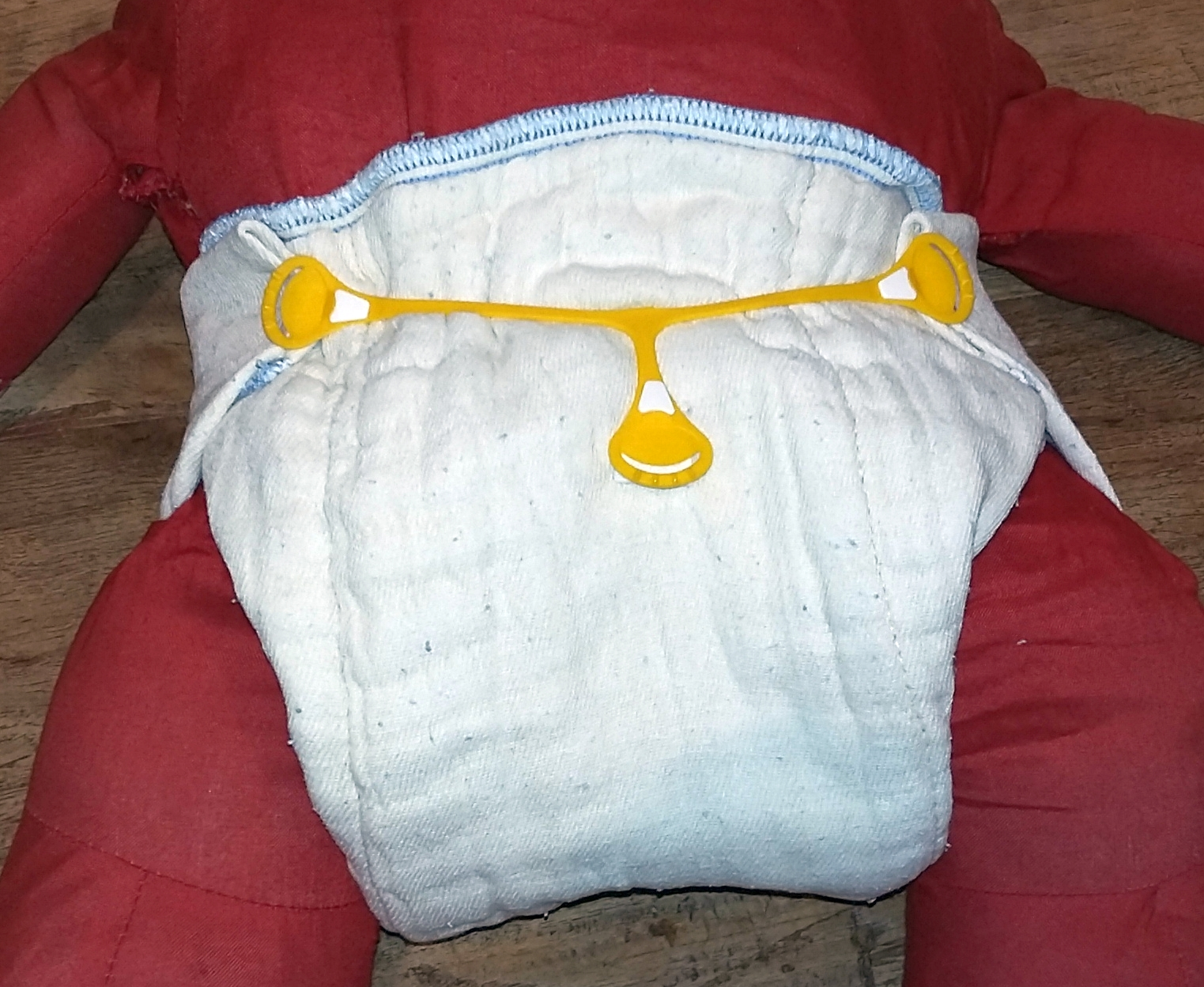
Voorgevouwen luier (prefold) met een Snappi

Een voorgevormde luier is een broekje van absorberend materiaal, dat vastgemaakt wordt met drukknoopjes of klittenband. Over de voorgevormde luier komt een waterdicht overbroekje van PUL of een wolbroek. Een variant hiervan is het snap-in-one-systeem (afgekort SIO) dat bestaat uit een waterdicht overbroekje, waarin een booster geklikt wordt met drukknoopjes of geplakt met klittenband.

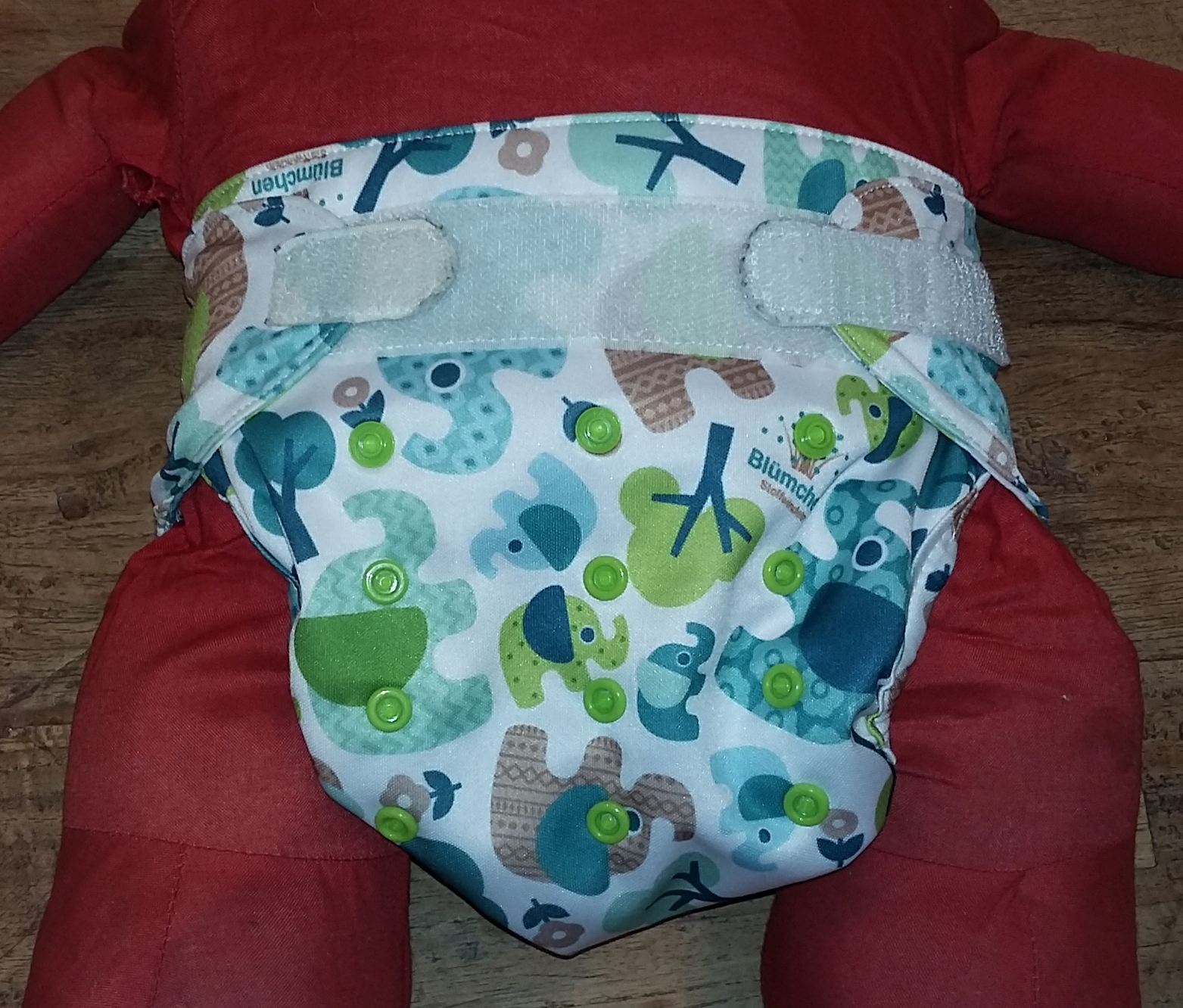
Waterdicht overbroekje van stretchstof met PUL, dat sluit met klittenband
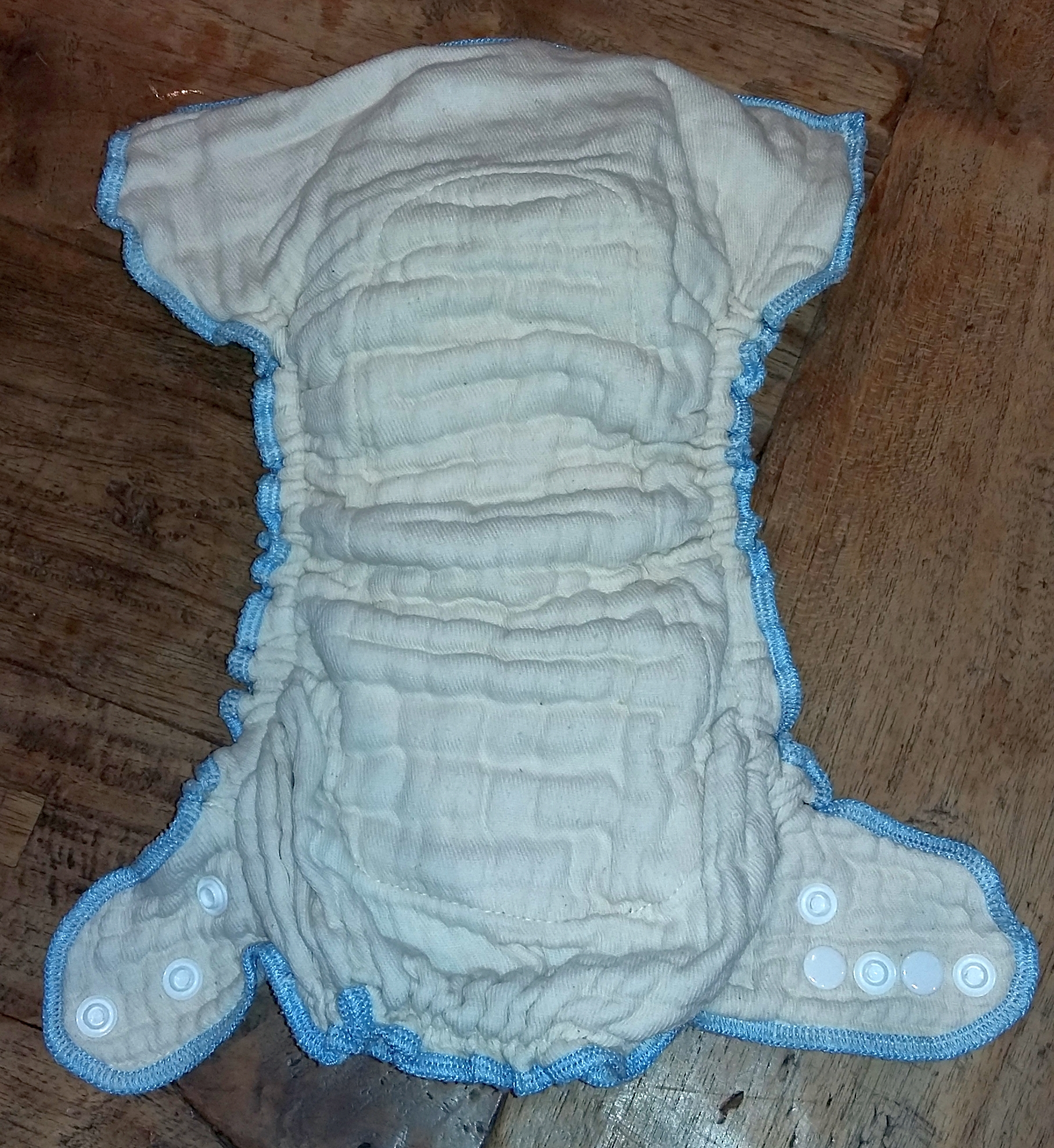
Een voorgevormde luier, een luierbroekje van absorberend materiaal, in de vorm van een luier
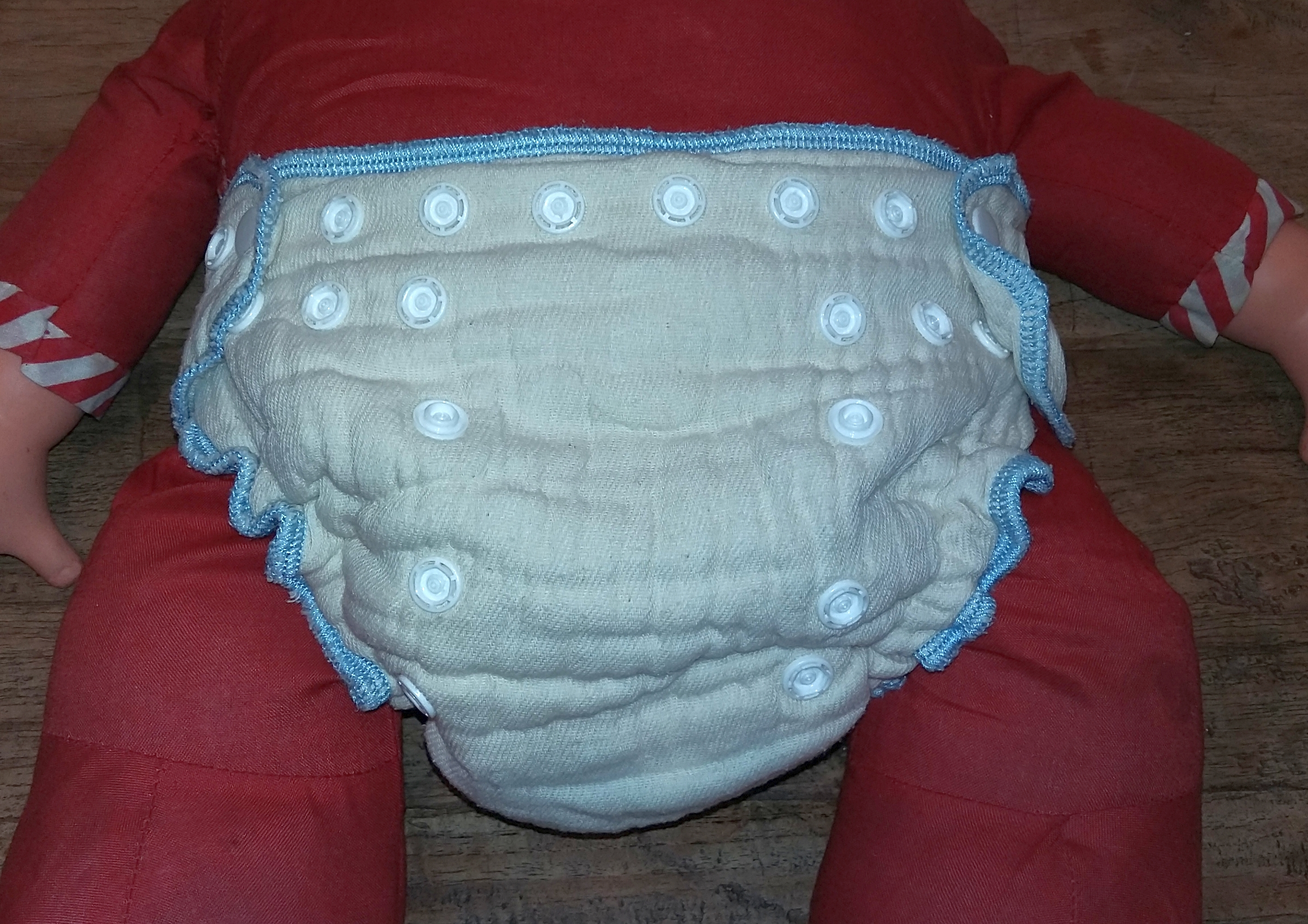
Voorgevormde luier die sluit met drukknoopjes
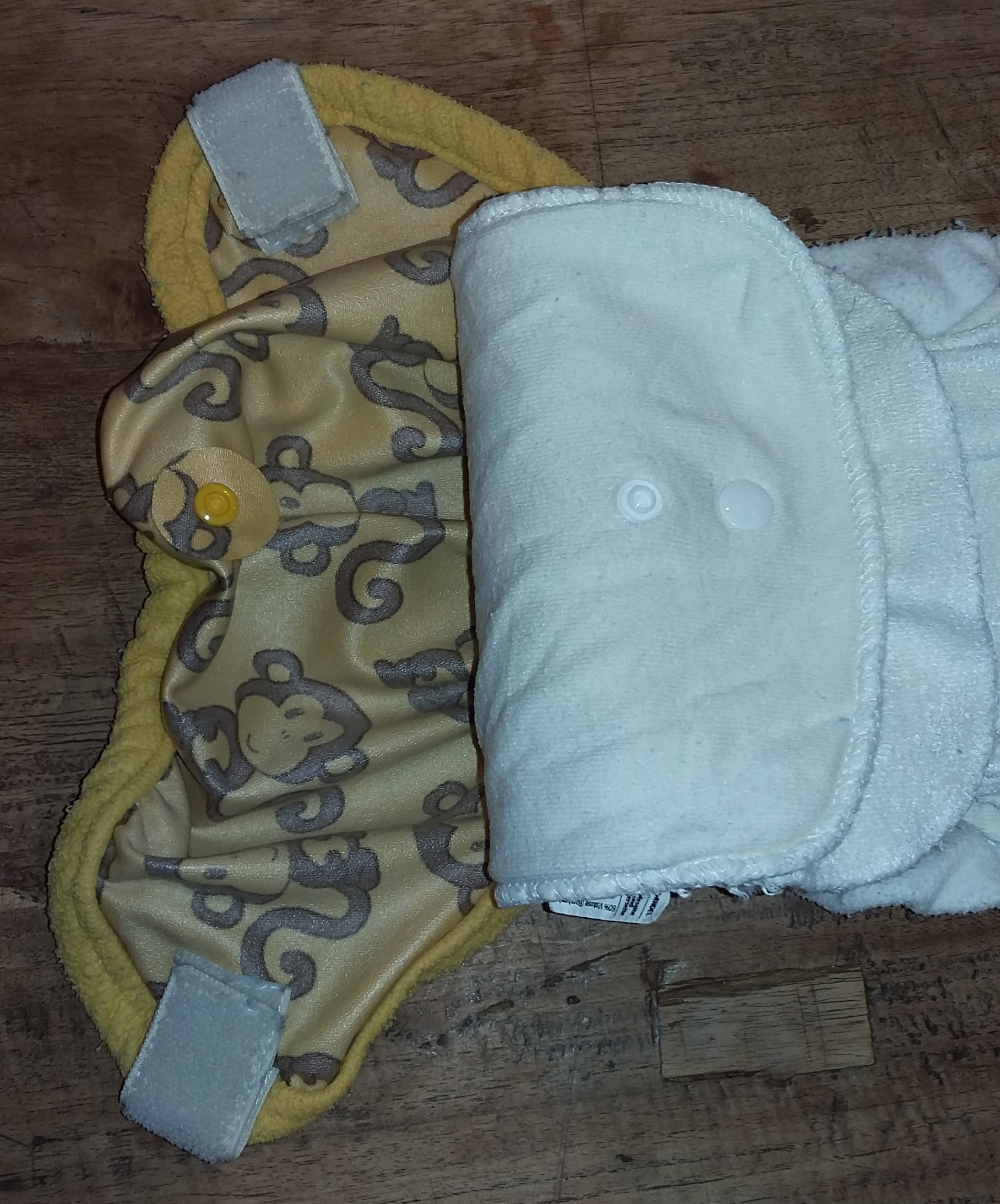
SIO-luier waarin de absorberende inlegger met een drukknoopje vastgeklikt wordt
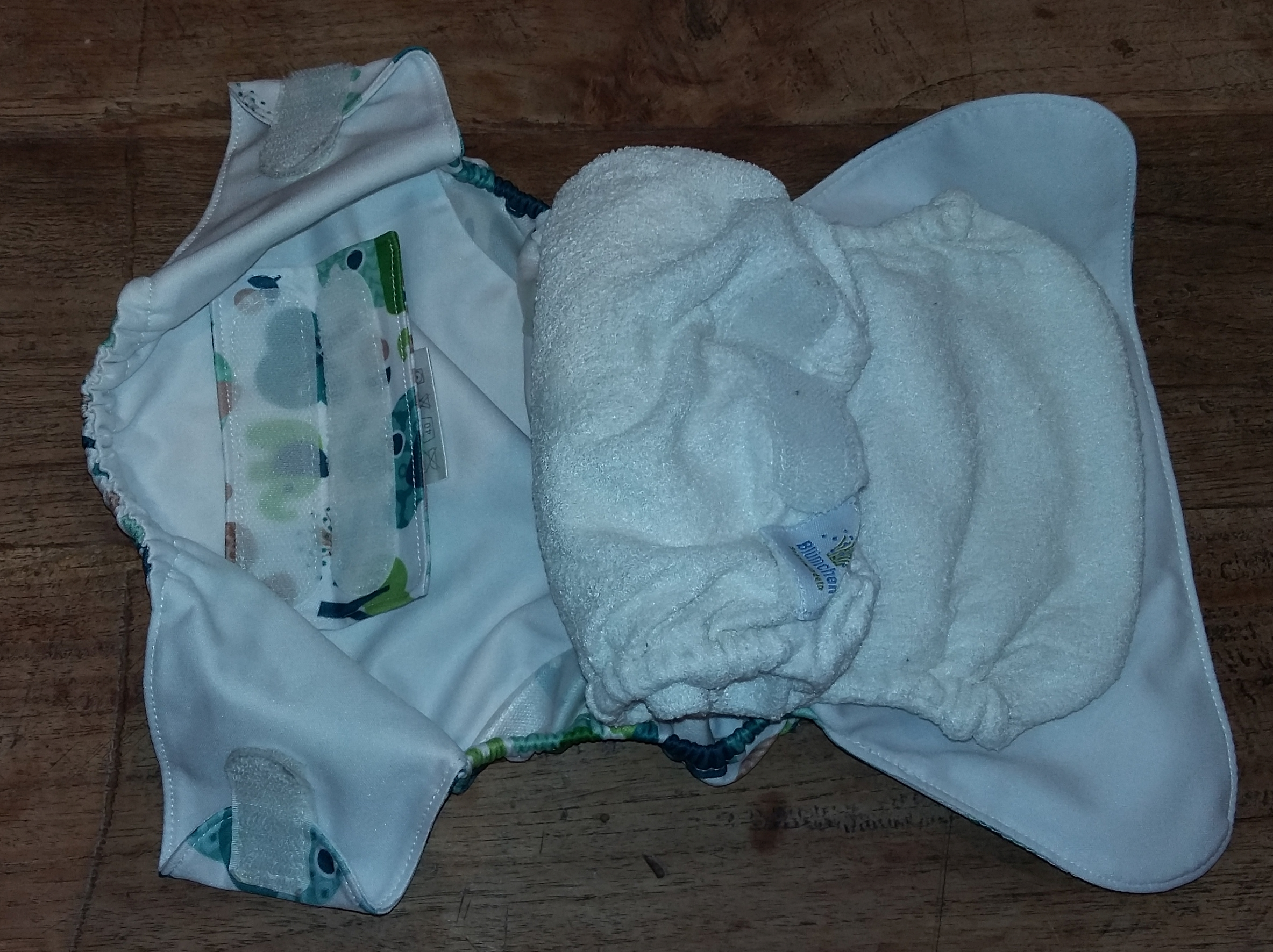
SIO-luier waarin de absorberende inlegger met klittenband vastgemaakt wordt
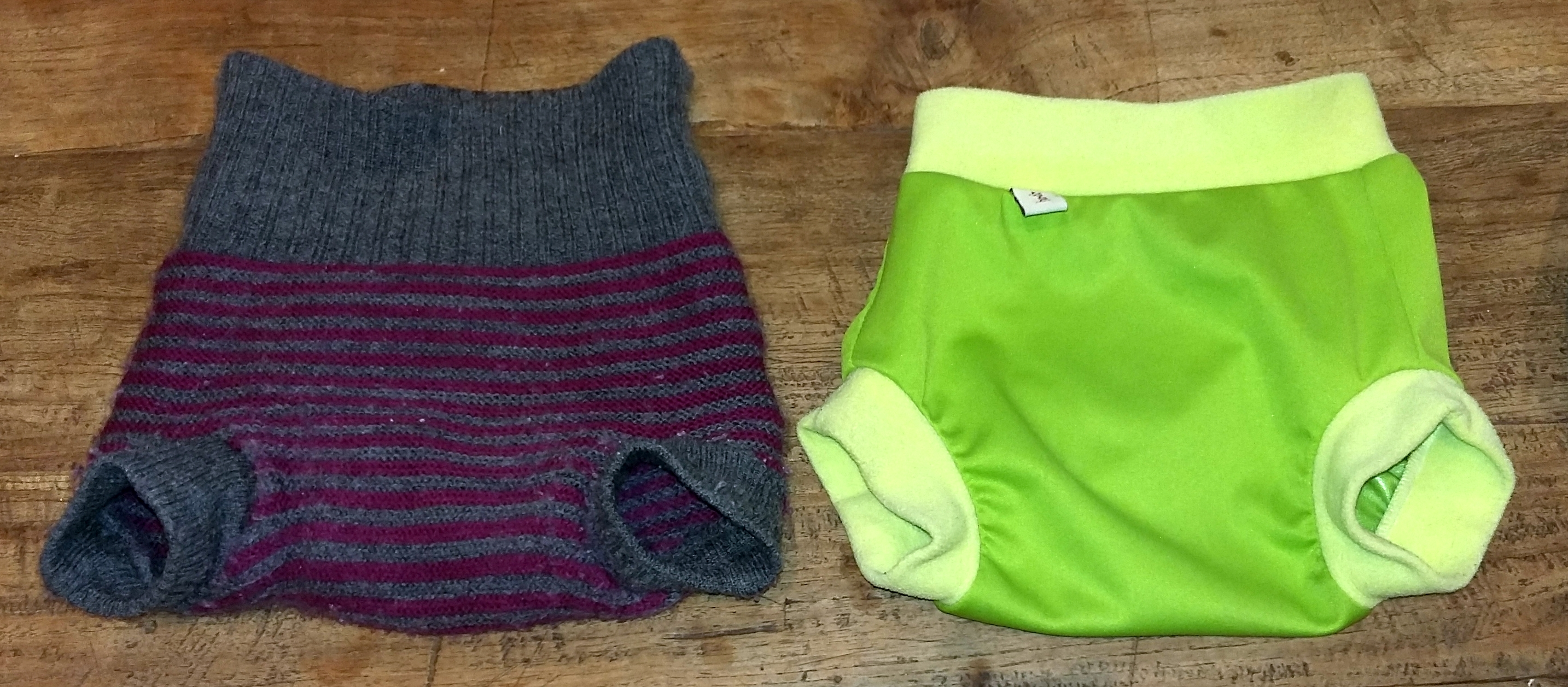
Optrekoverbroekjes van wol en PUL met fleece randjes
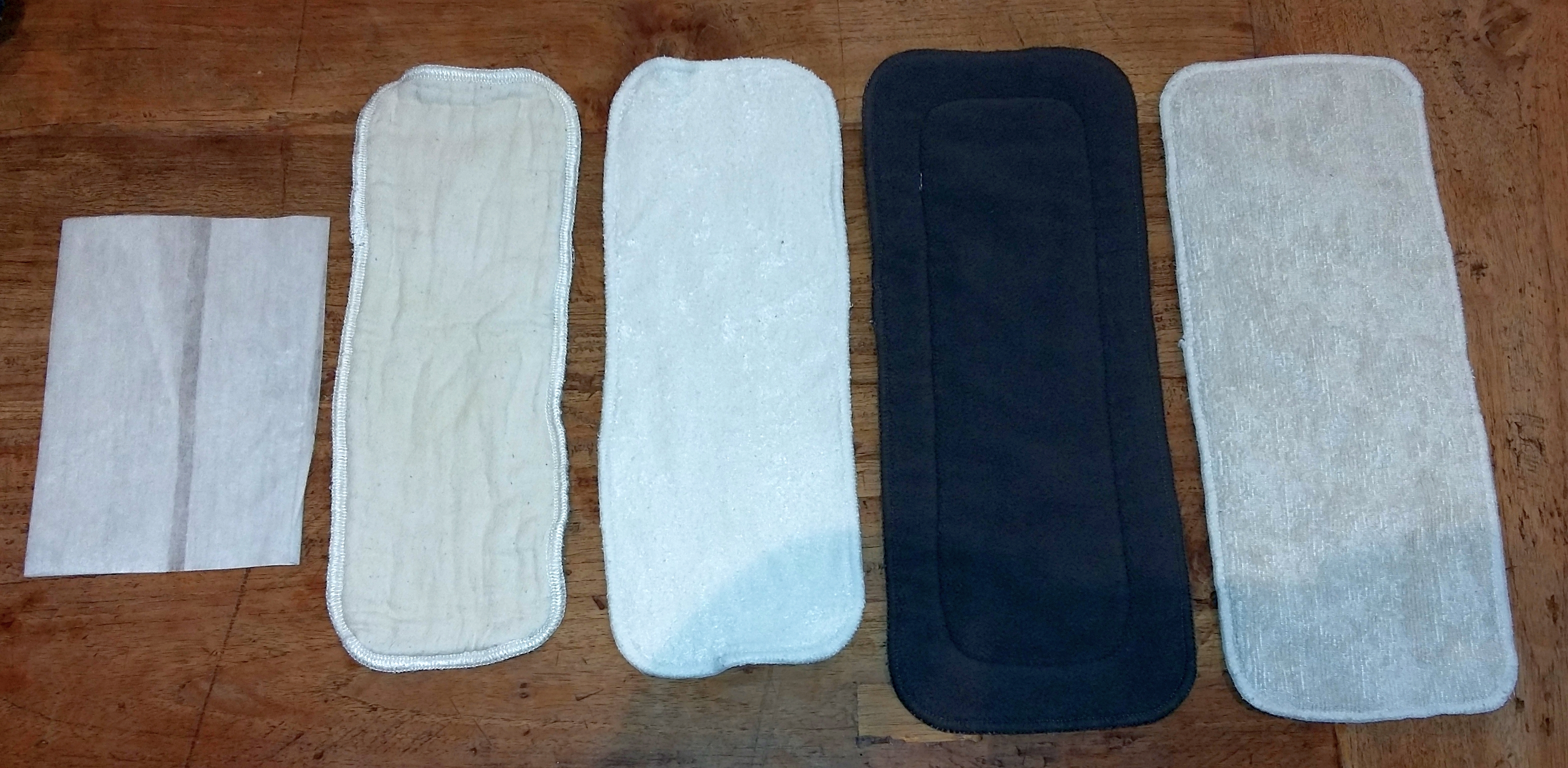
Inlegvel en achtereenvolgens een katoenen, bamboe, bamboe-koolstof en microvezel booster
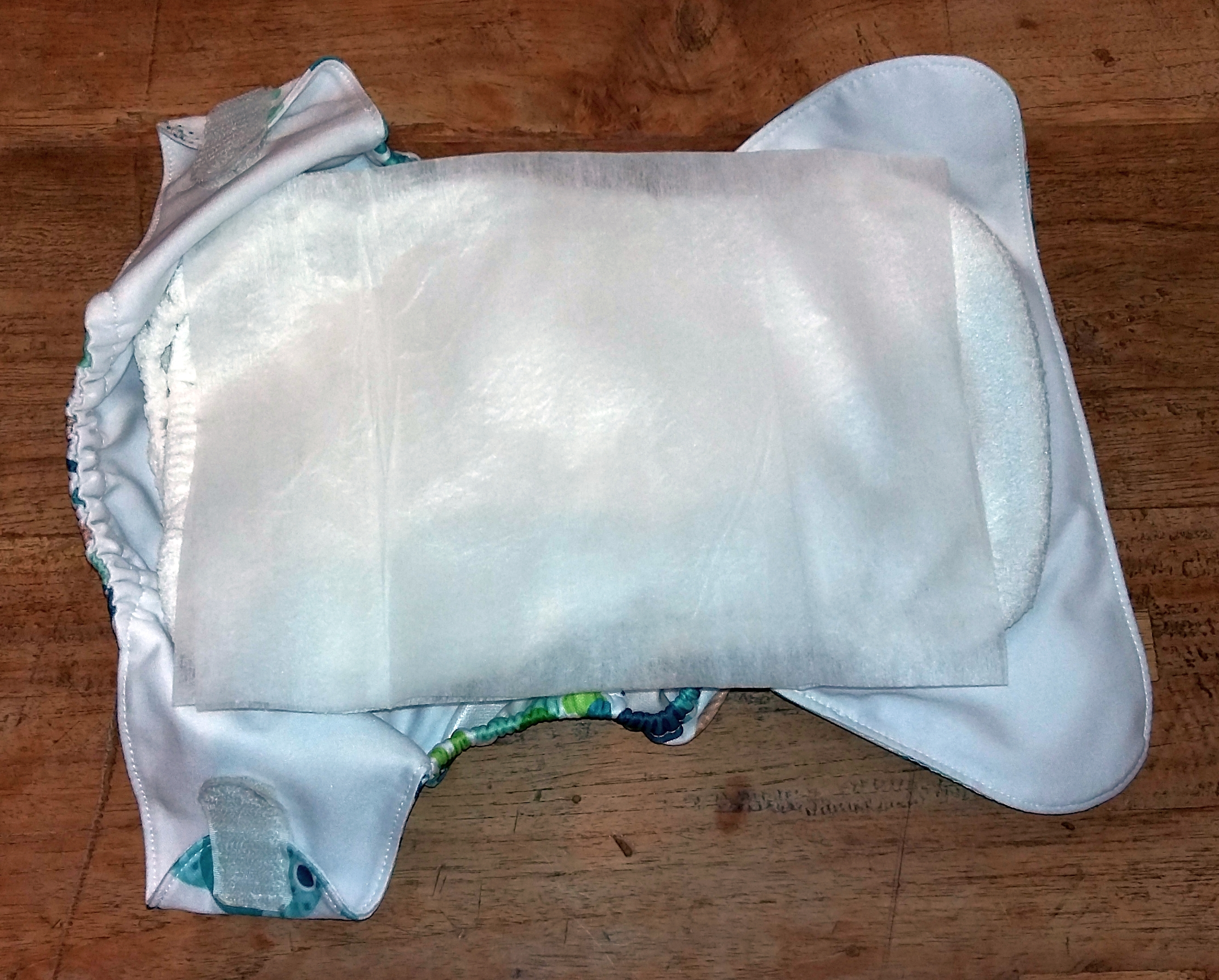
SIO-luier met een inlegvel om de ontlasting op te vangen

## Milieu
Bij de milieubelasting van wasbare luiers dient de wasbeurt na elk gebruik meegenomen te worden. Uit onderzoek van de Consumentenbond blijkt dat als de luiers op 60 graden gewassen worden en gedroogd in de droger, de uitstoot van broeikasgassen 1,5 keer lager is dan bij wegwerpluiers. Bij het drogen aan de waslijn is de uitstoot zelfs 2,5 keer lager. Eendelige luiers gaan volgende Consumentenbond minder lang mee dan tweedelige luiers doordat de gehele luier na elk gebruik gewassen moet worden.
Het milieuagentschap van het Verenigd Koninkrijk heeft onderzocht dat 2,5 jaar gebruik van wegwerpluiers een uitstoot van 550 kg CO2 oplevert, en van wasbare luiers over dezelfde periode 570 kg. Hierbij is ervan uitgegaan dat elke luierwas op 60 graden of hoger gewassen wordt en met de droger gedroogd. Er kan 200 kg CO2 bespaard worden door op lagere temperatuur te wassen en de luiers aan de lijn te laten drogen. In het onderzoek is geen rekening gehouden met hergebruik van luiers voor volgende kinderen.

## Situatie in Nederland
Zo'n 5-8% van het restafval in Nederland bestaat uit wegwerpluiers. Gebruik van wasbare luiers kan de hoeveelheid restafval reduceren. In 2015 vond de eerste door een Nederlandse gemeente geïnitieerde pilot met wasbare luiers plaats in Hengelo. In 2016 en 2017 volgden de gemeentes Raalte en Breda.